# Warszawska Wytwórnia Energii
Warszawska Wytwórnia Energii (WWE), do 2025 roku Zakład Unieszkodliwiania Stałych Odpadów Komunalnych (ZUSOK) – spalarnia odpadów znajdująca się przy ulicy Gwarków 9, w dzielnicy Targówek w Warszawie.
ZUSOK jest częścią Miejskiego Przedsiębiorstwa Oczyszczania w m. st. Warszawie Sp. z o.o.

## Opis
W 1989 roku zawarta została umowa między rządem polskim a włoskim na dostarczenie technologii dotyczącej budowy spalarni. Inwestorem zakładu była spółka System - Eko Sp. z o.o., która działała w imieniu Miasta Stołecznego Warszawy. Generalnym wykonawcą została spółka Budimex SA. Wartość kontraktu wyniosła 82,45 mln zł.
16 lutego 1997 r. w gminie Warszawa-Targówek odbyło się referendum dotyczące spalarni śmieci. Uczestniczyło w nim 25,9% uprawnionych do głosowania. Większość głosujących była przeciwna budowie spalarni. Jednak frekwencja nie przekroczyła 30% i wynik był niewiążący.
W kwietniu 2000 r. przy ul. Gwarków 9 ukończono budowę Zakładu Unieszkodliwiania Stałych Odpadów Komunalnych. Na jego terenie znajduje się pierwsza w Polsce elektrownia komunalna opalana odpadami komunalnymi. W zakładzie segreguje się odpady i odzyskuje z nich surowce wtórne, przetwarza termicznie, kompostuje, przerabia żużel i popiół na kruszywo oraz produkuje energię elektryczną. W wyniku segregacji odzyskiwane jest szkło opakowaniowe i złom ferromagnetyczny.
W 2008 r. zakład został umieszczony na liście inwestycji, które ekolodzy uważają za szkodliwe dla środowiska (ze względu na planowaną rozbudowę).
W 2018 przetarg na rozbudowę zakładu z ofertą o wartości 1,038 mld zł wygrało chińskie przedsiębiorstwo Shanghai Electric Power Construction. Krajowa Izba Odwoławcza nakazała jednak unieważnienie tj. oferty i wykluczenie chińskiej spółki z przetargu. W 2020 podpisano umowę na rozbudowę spalarni z koreańską spółką POSCO Engineering & Construction Co. Ltd., która złożyła ofertę o wartości 1,668 mld zł. W powiększonej spalani ma być termicznie przetwarzanych ponad 300 tys. ton odpadów rocznie, a produkowana energia ma zasilić stołeczną sieć ciepłowniczą i elektryczną. Prace rozpoczęły się w 2021. Rozbudowa zakładu miała zakończyć się w listopadzie 2023, a następnie w lipcu 2024, jednak te terminy nie zostały dotrzymane.
Rozbudowana i zmodernizowana spalarnia ma być najnowocześniejszą i największą tego typu instalacją w Polsce.
W grudniu 2024 w zakładzie przeprowadzono testowe spalanie odpadów. 
W 2025 roku spalarnia zmieniła nazwę na Warszawską Wytwórnię Energii (WWE).